# Concursul Muzical Eurovision 1984
Eurovision 1984 a fost a douăzeci și noua ediție a concursului muzical Eurovision. A câștigat Suedia reprezentată de grupul Herreys. 